# (16403) 1984 WJ1
1984 دابليو جاي 1 (ويعرف أيضًا باسم (16403) 1984 دابليو جاي 1 وفق تسمية الكوكب الصغير) (بالإنجليزية: 1984 WJ1)‏ هو كويكب ضمن حزام الكويكبات؛ وترتيبه 16403 من حيث الاكتشاف.
اكتُشف هذا الجُرم الفلكي بواسطة Christian Pollas ‏ في 20 نوفمبر 1984.

## وصلات خارجية
- (16403) 1984 WJ1 في قاعدة بيانات مختبر الدفع النفاث لأجرام النظام الشمسي الصغيرة

- الاكتشاف · مخطط المدار ·  العناصر المدارية · المعلمات المادية

- (16403) 1984 WJ1 على موقع ويكي سكاي: DSS2, SDSS, GALEX, IRAS, Hydrogen α, X-Ray, Astrophoto, Sky Map, Articles and images